# Beyoncé
Beyoncé Giselle Knowles, coniugata Carter, nota semplicemente come Beyoncé (AFI: [biˈ(j)ɒnseɪ]; Houston, 4 settembre 1981), è una cantautrice, ballerina, attrice, produttrice discografica e imprenditrice statunitense.
Conosciuta anche con il soprannome Queen Bey, è una delle artiste musicali più vendute nella storia della musica pop contemporanea, con circa 200 milioni di copie vendute nel mondo, di cui 60 milioni con le Destiny's Child e 118 milioni da solista. Beyoncé è vincitrice di 35 Grammy Awards (25 dei quali da solista), è l'artista più titolata della storia. 
Nel 2013 fonda la sua etichetta e casa di produzione Parkwood Entertainment, pubblicando il quinto album omonimo, che raggiunge la vetta della Billboard 200, mentre il 23 aprile 2016 è il turno del sesto album, Lemonade, promosso dal singolo Formation, che come i predecessori ha esordito al primo posto della classifica degli album statunitense. Nel 2019 prende parte al remake live-action del campione d'incassi Il re leone, curando la colonna sonora The Lion King: The Gift e il progetto audio-visivo Black Is King. Dal 2022 inaugura una trilogia discografica con il settimo album Renaissance, seguito da Cowboy Carter nel 2024, esordendo con entrambi al primo posto della Billboard 200, rendendo Beyoncé l'unica artista a riuscirci nella storia della classifica.
Oltre alla sua carriera musicale, Beyoncé è attrice e stilista: grazie alla sua interpretazione nel film Dreamgirls ha ottenuto due candidature ai Golden Globe; nel 2005 ha creato la sua linea di moda, la House of Deréon, e nel 2010 anche una sua linea di profumi. Nel 2016 ha fondato la linea sportiva d'abbigliamento Ivy Park, in collaborazione con Adidas. Nel 2022 ha ricevuto la sua prima candidatura al Premio Oscar nella sezione migliore canzone per Be Alive, tratta dal film Una famiglia vincente - King Richard. Secondo la rivista statunitense Forbes, con un ricavo stimato di più di 107 milioni di dollari, Beyoncé e il marito Jay-Z sono risultati essere la coppia di artisti più pagata del 2017,, per parte sua lei è la 6ª artista più ricca al mondo con 760 milioni di dollari e 35ª donna più potente al mondo secondo Forbes al 2024.

## Biografia

### Primi anni
Beyonce Giselle Knowles è nata il 4 settembre 1981 a Houston, nello Stato del Texas, figlia di Mathew Knowles, un manager discografico afro-americano di discendenza nigeriana, e Tina Knowles, nata Celestine Beyoncé, stilista di discendenza creola; è sorella maggiore di Solange Knowles, cantautrice e attrice. Ha frequentato la St. Mary's Elementary School in Texas, dove si iscrisse a danza classica, balletto e jazz. Proprio in uno degli spettacoli scolastici fu scoperta la sua dote canora.
Beyoncé cominciò a interessarsi al canto partecipando ad alcune gare della scuola e all'età di sette anni partecipò a un talent show con il brano Imagine di John Lennon, che vinse. Successivamente Beyoncé apparve anche sul giornale locale, lo Houston Chronicle, per una premiazione cittadina.
Nell'autunno del 1990 si iscrisse alla Parker Elementary School di Houston, specializzata nell'insegnamento musicale, dove entrò a far parte del coro. Frequentò anche la High School for the Performing and Visual Arts e più tardi andò alla Alief Elsik High School sempre a Houston. Divenne la cantante solista nel coro della sua chiesa, la St. John's United Methodist Church, anche se vi rimase solo per due anni, per concentrarsi sulla sua carriera.
Già durante le scuole elementari, nel 1990, il padre mise insieme Beyoncé e la sua amica LaTavia Roberson, conosciuta a un'audizione per un gruppo musicale, alle quali due anni dopo si aggiunse la cugina di Beyoncé Kelly Rowland, trasferitasi in casa Knowles per problemi familiari, per formare un gruppo musicale chiamato Girl's Tyme, che arrivò a contare sei componenti. Il gruppo cominciò a far parlare di sé e attirò in città Arne Frager, una produttrice R&B della West Coast, che decise di portare il gruppo nel suo studio, The Plant Recording Studios, per farle partecipare al talent show Star Search, il più grande talent show nazionale di quel tempo. Le ragazze parteciparono ma persero a causa della canzone ritenuta non così buona, come ammise la stessa Beyoncé.
Dal 1995 il padre di Beyoncé si dedicò esclusivamente alla carriera del gruppo, che ridusse a 4 componenti: Beyoncé, Kelly Rowland, LaTavia Roberson e LeToya Luckett. La pressione di questa nuova vita portò i genitori di Beyoncé a separarsi, anche se la madre Tina continuò a contribuire alla causa creando i vestiti di scena per le ragazze anche durante tutto il periodo delle Destiny's Child. Le ragazze provavano spesso nel salone di Tina e nel giardino e il gruppo continuava ad aprire i concerti di altri gruppi R&B stabili.

### 1997-2000: Le Destiny's Child

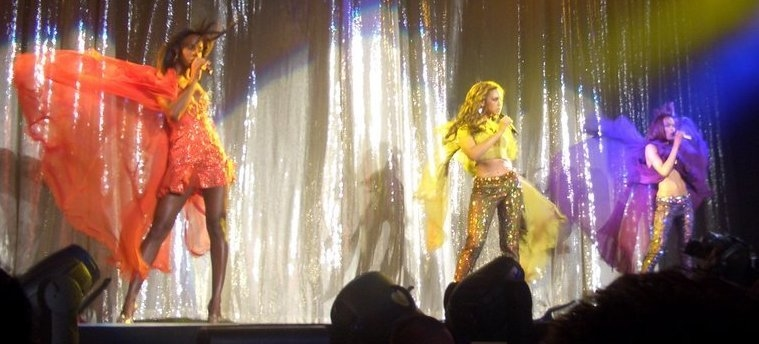
Le Destiny's Child in tour

Nel 1995 il gruppo firmò il primo contratto discografico con l'Elektra Records, che però fu rescisso qualche mese dopo senza pubblicare alcun album.
Prendendo ispirazione da un passaggio del Libro di Isaia, il gruppo cambiò nome in Destiny's Child nel 1996. Insieme cominciarono a esibirsi in eventi locali e solo due anni dopo firmarono il loro primo contratto con la Columbia Records, nel 1997. Nello stesso anno registrarono il loro singolo di esordio, Killing Time, che divenne la colonna sonora del film del 1997 Men in Black. L'anno seguente, le Destiny's Child pubblicarono il loro omonimo album di esordio, dal quale fu estratta la loro prima hit No, No,No. L'album segnò la definitiva entrata del gruppo nell'industria musicale, raccogliendo moderate entrate monetarie e dando al gruppo tre Soul Train Lady of Soul Awards. L'anno seguente il gruppo pubblicò il suo secondo album The Writing's on the Wall (1999) dal quale furono estratte molte tracce, tra cui il loro primo singolo numero 1 in classifica Jumpin' Jumpin' e Say My Name, che divenne il loro singolo più famoso di quel tempo e permise loro di vincere due premi ai Grammy Awards 2001. The Writing's on the Wall vendette più di sette milioni di copie, divenendo l'album con il quale riuscirono a sfondare.

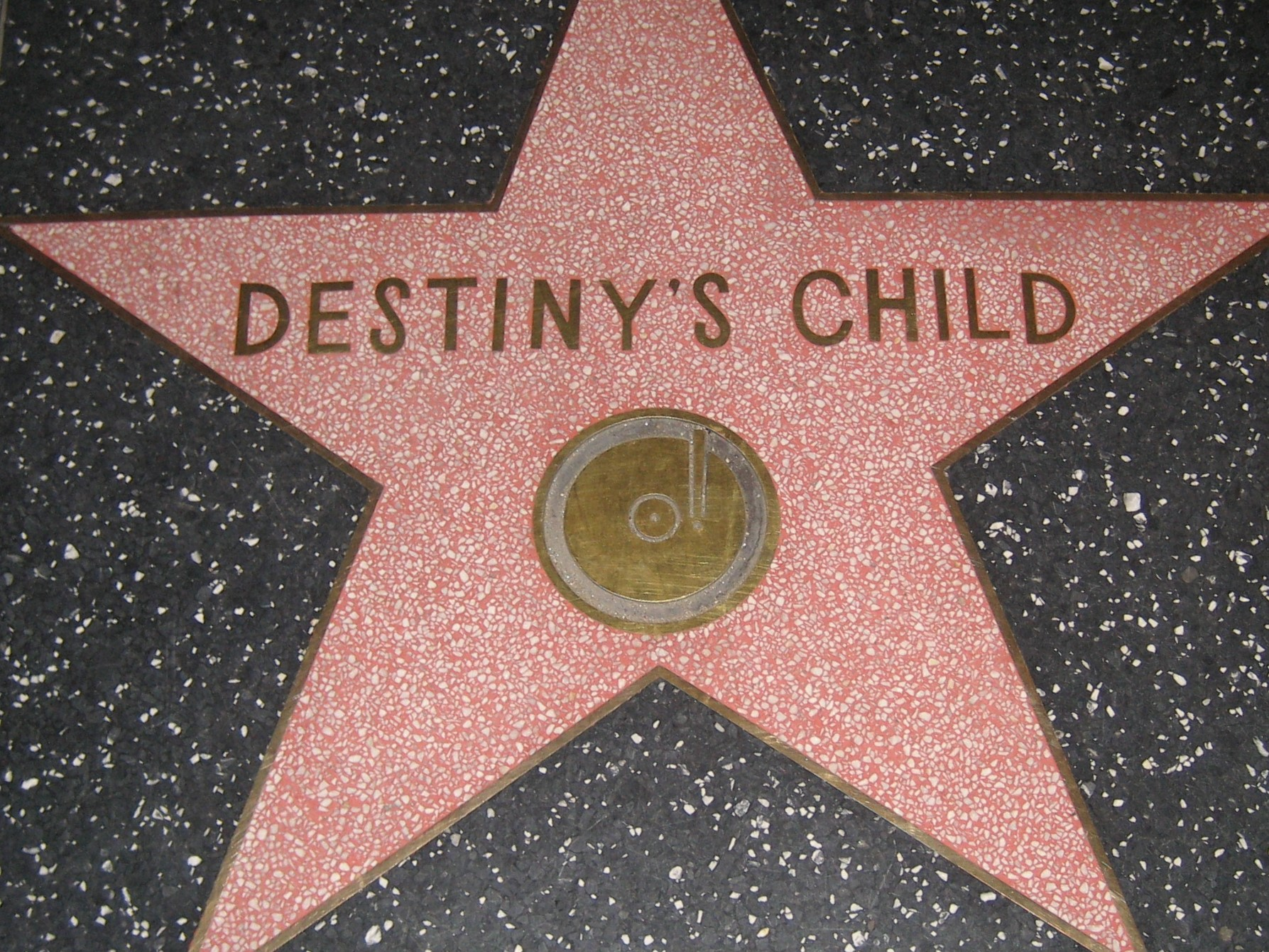
La stella delle Destiny's Child sulla Walk of Fame, Hollywood

Sulla scia del successo, il gruppo ebbe i suoi primi problemi legali interni, in particolare tra le cugine Beyoncé e Kelly Rowland da un lato e le due cantanti Luckett e Roberson dall'altro, con la fuoriuscita dal gruppo di queste ultime. Tutto cominciò quando le due cantanti Michelle Williams e Farrah Franklin apparvero nel video di Say My Name segnando l'implicita esclusione di Luckett e Roberson dal quartetto. Dopo pochi mesi però anche Farrah Franklin uscì dal gruppo, che dal quel momento divenne un trio. La nuova formazione incise subito un altro singolo, Independent Women Part I per il film del 2000 Charlie's Angels.
Il terzo album del gruppo Survivor portò le cantanti all'apice del successo, esordendo alla numero 1 della Billboard 200 con 663 000 unità vendute nel corso della prima settimana, che in pochi giorni salirono a 10 milioni in tutto il mondo, di cui 4 milioni solo negli Stati Uniti, e il disco raggiunse la vetta delle classifiche di vari paesi. Dopo il loro album di Natale 8 Days of Christmas, pubblicato sempre nel 2001, le cantanti annunciarono un periodo di riposo per concentrarsi sulle loro carriere da soliste.
Nel 2001, mentre con le Destiny's Child completava Survivor, Beyoncé entrò nel mondo cinematografico partecipando come attrice protagonista al film televisivo di MTV, Carmen: A Hip Hopera. L'anno seguente, recitò insieme a Mike Myers nella commedia Austin Powers in Goldmember nel ruolo di Foxxy Cleopatra; il film sbancò al botteghino con più di 73,1 milioni di dollari nel suo primo weekend e un incasso di 213 milioni totali solo negli Stati Uniti. Beyoncé registrò allora il suo primo singolo da solista, Work It Out come colonna sonora del film.
Il 7 settembre 2001 le Destiny's Child si esibiscono al Madison Square Garden di New York al concerto organizzato da Michael Jackson per celebrare i suoi 30 anni di carriera solista. Il gruppo si esibisce in Bootylicious, accompagnato nel finale da una piccola parte strumentale di Billie Jean.
Nel dicembre 2006 Beyoncé ha ammesso che nel 2000 era caduta in una depressione durata due anni, a causa della battaglia legale tra il padre Matthew Knowles e le ex compagne della band, i molteplici attacchi della stampa e dei media in generale e la fine della storia di sette anni con il suo fidanzato. In un'intervista disse che non parlò della sua depressione perché le Destiny's Child avevano appena vinto il loro primo Grammy ed ebbe timore di non essere presa sul serio.

### 2000-2003: l'inizio della carriera da solista eDangerously in Love

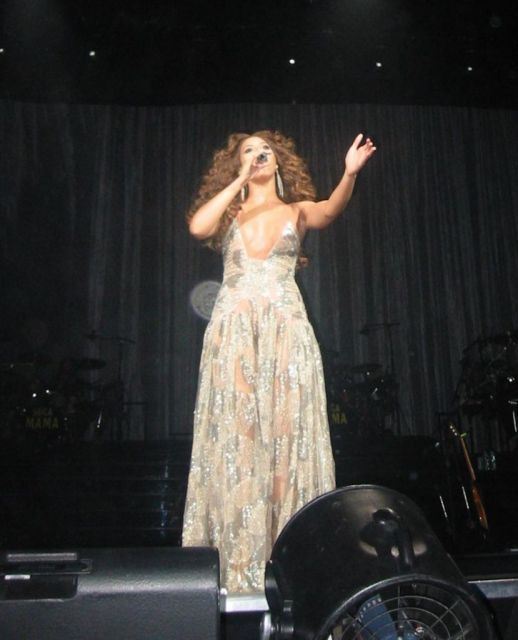
Beyoncè durante una performance di Dangerously in Love 2

Nel 2000 Beyoncé strinse un accordo con la Columbia Records per tre album da solista. Già durante gli ultimi anni con le Destiny's Child, la cantante aveva cominciato a fare apparizioni da solista: fece un duetto con Marc Nelson, della stessa casa discografica, con la canzone After All Is Said and Done come colonna sonora del film 1999 The Best Man, partecipò al singolo del 2000 I Got That della rapper Amil e duettò con Jay-Z nel singolo '03 Bonnie & Clyde. Inoltre, con il cantante Luther Vandross registrò un remake del duetto Roberta Flack-Donny Hathaway The Closer I Get to You. La loro versione vinse un Grammy Award per la Miglior Performance R&B di un Duetto o un Gruppo e il singolo di Vandross Dance with my Father, registrato anch'esso con Beyoncé, vinse un Grammy come Miglior Performance maschile R&B.
Beyoncé diede inizio alla sua carriera da solista con l'album di esordio Dangerously in Love nel giugno 2003. L'album esordì alla posizione numero 1 della Billboard 200, vendendo 317.000 copie solo nella prima settimana e arrivò a circa 5 milioni di copie in tutti gli Stati Uniti. Due dei singoli estratti dall'album arrivarono al primo posto in classifica: Crazy in Love con Jay-Z restò alla prima posizione della Billboard Hot 100 per 8 settimane consecutive. Il singolo e l'album si posizionarono ai primi posti delle classifiche di tutto il mondo, soprattutto nel Regno Unito; il secondo singolo, Baby Boy con Sean Paul, divenne una delle più grandi hit del 2003, restando per 9 settimane nella Billboard Hot 100.
Beyoncé solo con il primo album vinse 5 premi ai Grammy Awards 2004, divenendo la cantante con più vittorie in una sola serata al pari di Lauryn Hill (1999), Alicia Keys (2002), Norah Jones (2003) e Amy Winehouse (2008). Nel 2004 vinse anche un BRIT Award come Artista femminile solista Internazionale.
Il 29 novembre 2003, a Città del Capo, partecipò al concerto 46664 Nelson Mandela AIDS Day Concert duettando con artisti come Anastacia e Bono. Sempre nel 2003 affiancò l'attore Cuba Gooding Jr. nella commedia romantica The Fighting Temptations, discreto successo al botteghino, per la quale registrò varie colonne sonore, tra cui Fighting Temptation e una reinterpretazione della famosa Fever.

### 2004-2005:Destiny Fulfilled

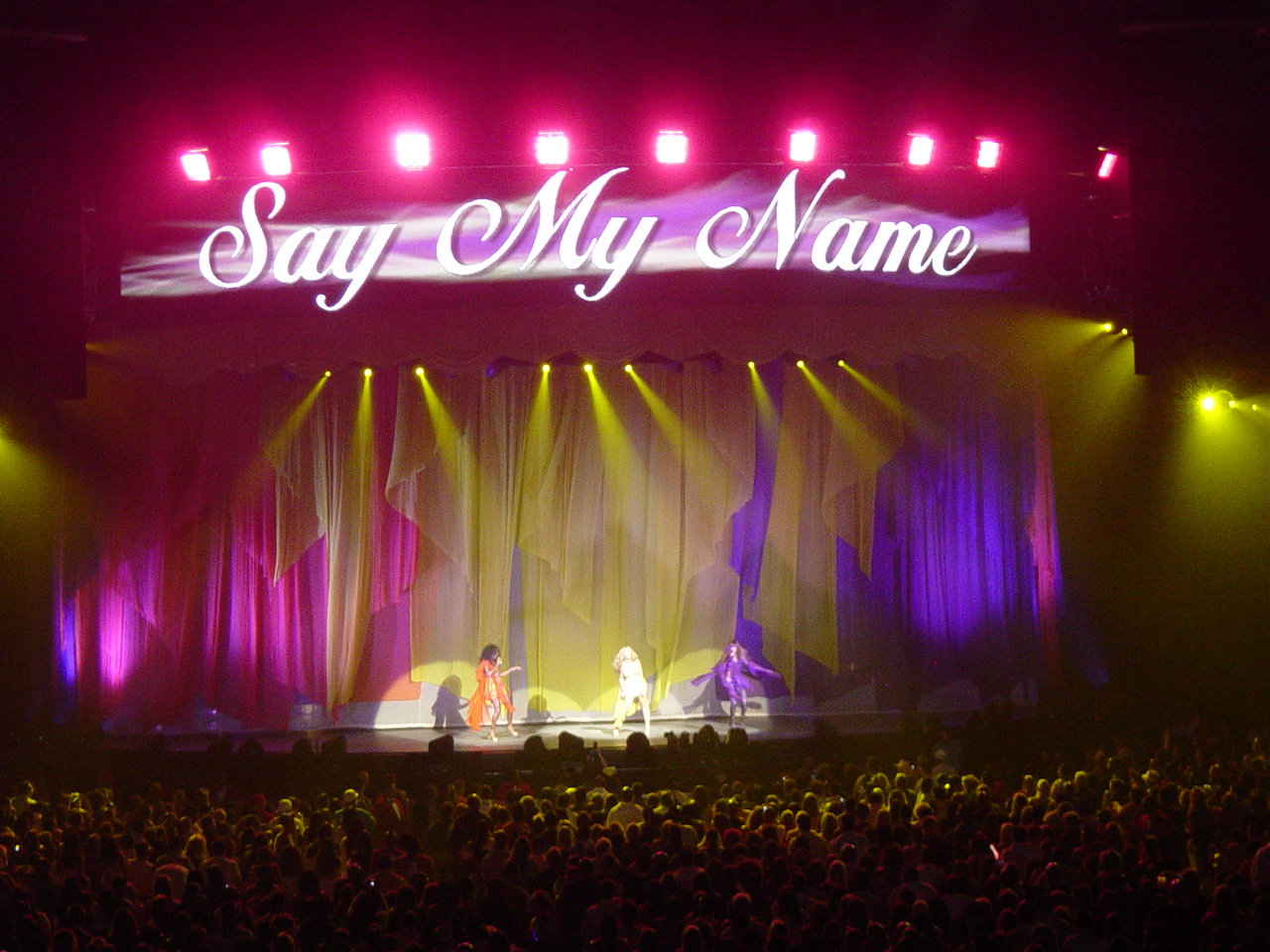
Le Destiny's Child eseguono Say My Name durante il loro ultimo concerto del Destiny Fulfilled... And Lovin' It Tour

Nel 2004 Beyoncé già stava progettando il seguito di Dangerously in Love, ma non ne trovò il tempo a causa dei suoi vari impegni, come le registrazioni con le Destiny's Child per il loro ultimo album.

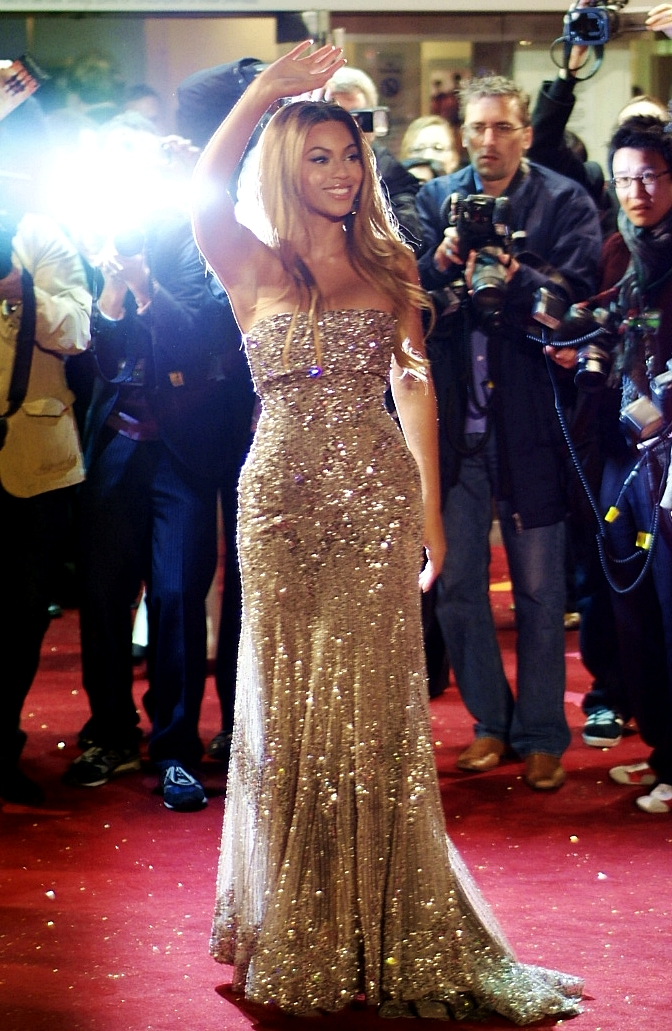
Beyonce sul red carpet per il film Dreamgirls nel 2006

Nel novembre 2004, dopo aver messo in pausa il suo secondo album da solista per concentrarsi sulle Destiny's Child, fu pubblicato l'ultimo album del gruppo Destiny Fulfilled. L'album raggiunse la posizione n. 2 della Billboard 200 e produsse vari singoli tra i quali Lose My Breath e Soldier. In supporto all'album, le cantanti s'imbarcarono da aprile a settembre 2005 per il tour mondiale Destiny Fulfilled... And Lovin' It e fu a Barcellona che annunciarono lo scioglimento del gruppo, una volta terminato il tour in Nord America. Nell'ottobre 2005, il gruppo pubblicò poi #1's, una raccolta delle loro più grandi hit e delle canzoni più famose del gruppo e 3 nuovi singoli, tra cui Stand Up for Love. Nel marzo 2006, le Destiny's Child furono onorate con una stella della Hollywood Walk of Fame e riconosciute come il "Gruppo femminile con più vendite mondiali di tutti i tempi".
Nello stesso anno, Beyoncé prese parte al film Dreamgirls, adattamento cinematografico dell'omonimo musical di Broadway (1981), incentrato sul gruppo musicale del 1960 The Supremes. Affiancata da Jamie Foxx, Eddie Murphy e Jennifer Hudson, Beyoncé prese il ruolo di Deena Jones, ispirato alla figura della cantante Diana Ross. Per il film, la cantante registrò anche uno dei suoi brani più apprezzati, Listen che le valse due candidature ai Golden Globe: Migliore attrice per il film e Miglior canzone originale per Listen.

### 2006-2007:B'Day

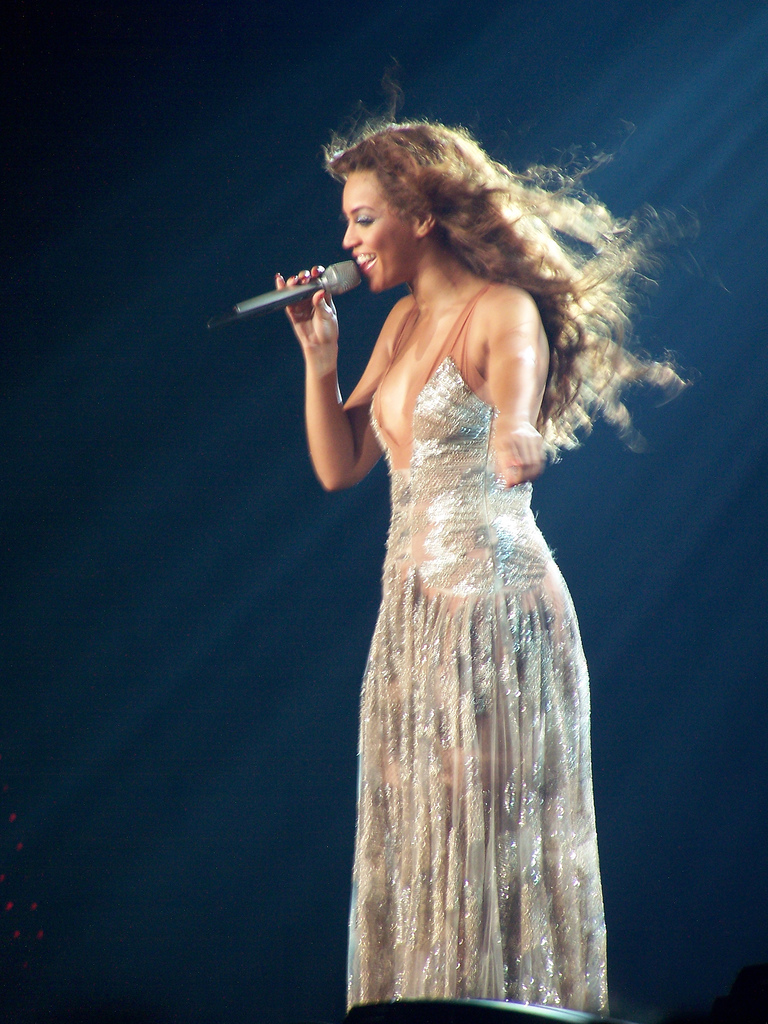
Beyoncé durante il The Beyoncé Experience a Barcellona

Nel 2006 partecipò al film La Pantera Rosa nella parte di Xania, una pop-star internazionale; il film fu distribuito il 10 febbraio 2006 ed esordì al numero 1 del box office, guadagnando più di 21,7 milioni di dollari nella sua prima settimana. Come colonna sonora del film, Beyoncé registrò il brano Check on It con Slim Thug.
B'Day fu distribuito in tutto il mondo il 4 settembre 2006. Esordì al primo posto nella Billboard 100 vendendo più di 540 000 copie durante la prima settimana. L'album produsse vari singoli, come Déjà vu con Jay-Z e Irreplaceable, singolo rimasto alla posizione numero 1 della Billboard Hot 100 per 10 settimane consecutive. Il 3 aprile 2007 fu pubblicato B'Day in versione deluxe con 5 nuove tracce tra cui le versioni spagnole di Irreplaceable (Irremplazable) e Listen (Oye) e nello stesso mese partì un nuovo tour chiamato The Beyoncé Experience, che visitò più di 90 città in tutto il mondo. L'intero tour fu racchiuso nell'album live The Beyoncé Experience Live. Ai quarantanovesimi Grammy Awards del 2007, B'Day fece guadagnare a Beyoncé il premio per "Miglior Album R&B Contemporaneo" permettendo alla cantante di entrare nella storia degli American Music Award per essere stata la prima donna a vincere il premio di "Artista Internazionale".

### 2008-2010:I Am... Sasha Fierce

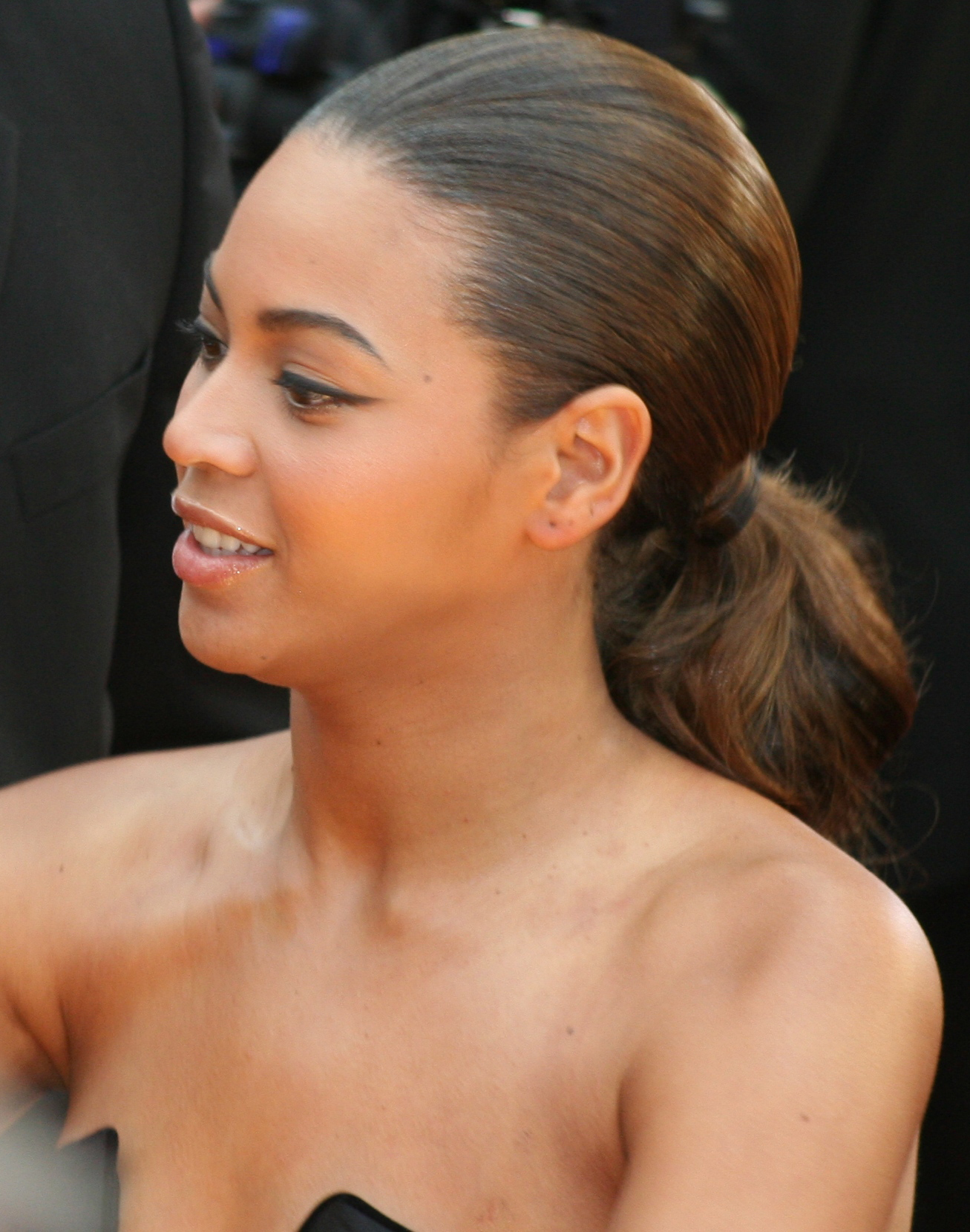
Beyoncé ai Premi Oscar 2009

Il 18 novembre 2008, Beyoncé pubblicò il suo terzo album studio I Am... Sasha Fierce. La cantante spiegò subito che Sasha Fierce non era nient'altro che il nome della sua alter ego, che prendeva forma quando lei stessa saliva sul palco e dava vita alle sue esecuzioni.

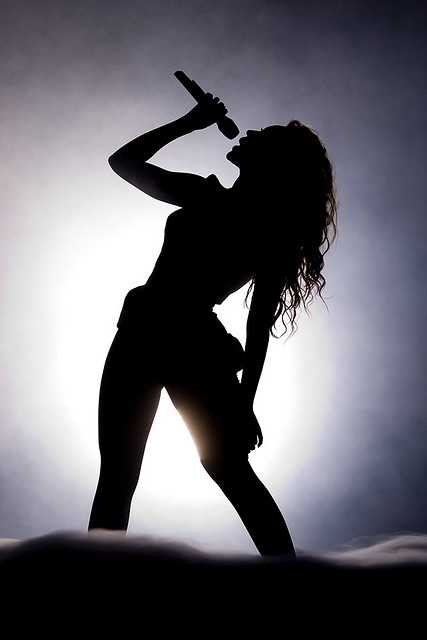
Beyoncé durante una performance al Pavilhão Atlântico, Lisbona

L'uscita dell'album fu preceduto dai due singoli If I Were a Boy e Single Ladies (Put a Ring on It). Mentre il primo singolo, If I Were a Boy raggiunse il primo posto nelle classifiche di molti paesi, molti dei quali europei, il secondo singolo Single Ladies (Put a Ring on It) entrò nella Billboard Hot 100 raggiungendo in poco tempo il primo posto e rimanendovi per 4 settimane non consecutive, dando a Beyoncé il suo quinto singolo al primo posto della classifica; divenne inoltre il singolo più venduto della cantante negli Stati Uniti d'America, con una vendita pari a oltre 5.000.000 download digitali, sino a ottobre 2012. Il terzo estratto dell'album, Diva ottenne un discreto successo, mentre il quarto, Halo, riuscì ad arrivare al 5º posto della Hot 100; Halo divenne inoltre il 12º singolo di Beyoncé a entrare nella top 10 della Billboard Hot 100. Beyoncé divenne l'artista femminile con più top ten nella Hot 100 dell'intero decennio e l'artista femminile con più settimane alla posizione numero 1 del decennio, con 36 settimane totali alla posizione più alta.
Il 18 gennaio 2009 fu invitata a cantare a una cerimonia, tenutasi al Lincoln Memorial, in onore del neoeletto presidente degli Stati Uniti Barack Obama e la moglie Michelle, esibendosi nella canzone At Last di Etta James. Nel dicembre dello stesso anno, partecipò al film-musical Cadillac Records, nel quale interpreta la famosissima cantante blues Etta James, ricevendo molte lodi dalla critica.
Nel 2009 partecipò anche agli MTV Video Music Awards dove ritirò tre premi, tra cui quello per il "Miglior Video dell'Anno". In supporto all'album, Beyoncé si imbarcò anche in un nuovo tour, I Am... Tour che, preso il via nella primavera del 2009, portò la cantante a girare tutto il mondo. Nel frattempo altri singoli vennero estratti da I Am... Sasha Fierce, come Ego (poi anche remixata con la partecipazione di Kanye West), Sweet Dreams e Broken-Hearted Girl, contenuto nell'edizione "Platinum" del disco, uscita nel 2009, che contiene anche altri pezzi e un DVD contenente tutti i video dei singoli estratti dall'album. Nello stesso anno venne pubblicata una nuova edizione deluxe del disco, contenente due inediti, Poison e Video Phone (in duetto con Lady Gaga); sempre con Lady Gaga duettò per un'altra canzone, pubblicata con l'album di quest'ultima The Fame Monster: Telephone, il cui video fu pubblicato nel marzo 2010.
Svariati premi le furono assegnati e a inizio 2010 l'album e i suoi singoli furono candidati a 10 Grammy Award. La più importante rivista musicale statunitense Billboard elesse Beyoncé "Artista Femminile del Decennio" (2000-2010), così come il quotidiano britannico The Guardian. Crazy in Love fu scelta come "Canzone del Decennio" dalla rivista NME. mentre nell'ottobre 2009, sempre Billboard, onorò la cantante con il premio "Miglior Donna dell'Anno".
Nel maggio 2010, pubblicò un nuovo singolo Why Don't You Love Me con la regia della stessa cantante e dove compaiono persino i 16 Grammy Awards vinti durante tutta la sua carriera. Nel mese di giugno, la rivista Forbes classificò Beyoncé al terzo posto, nella lista delle "Musiciste con più guadagni" con $83 milioni guadagnati nelle 93 tappe dell'I Am... Tour e i vari contratti con L'Oréal, Nintendo e la sua linea di moda House of Deréon. In ottobre la inserisce alla posizione numero 9 delle "Donne più potenti al Mondo".
Beyoncé mise fine alla "Sasha Fierce Era" con un'intervista alla rivista Allure in cui affermò: "Sasha Fierce è finita, l'ho uccisa. Non ho più bisogno di Sasha Fierce, perché sono cresciuta e ora sono in grado di fondere le due, insieme." Subito dopo le riprese di Cadillac Records, Beyoncé prese parte anche al thriller Obsessed, accanto a Idris Elba e Ali Larter, con la quale vinse anche un MTV Movie Award nel 2010, per il miglior combattimento.

### 2010-2012:4

Beyoncé mentre si esibisce al 4 Intimate Nights with Beyoncé

A gennaio 2010, in un'intervista per il quotidiano USA Today Beyoncé affermò di volersi prendere una pausa dalla musica per tutto il 2010:
Il 21 aprile 2011, venne reso pubblico il primo singolo Run the World (Girls), estratto dal nuovo album 4. Nei mesi di aprile e maggio, Beyoncé partecipò ad alcune campagne benefiche: la prima con Michelle Obama in una campagna, chiamata Let's Move, contro l'obesità infantile, per la quale registrò la canzone Move Your Body, adattamento del singolo Get Me Bodied. Un'altra cover del brano God Bless the USA (Lee Greenwood, 1984), invece, venne resa pubblica il 5 maggio, con lo scopo di raccogliere fondi da donare alle vedove degli agenti di polizia di New York e al Children's Benefit Funds.
Il 19 maggio 2011, durante il programma American Idol, sul sito di Beyoncé venne lanciato il video di Run the World (Girls); nel video sono evidenti i richiami al sound indie presenti nel nuovo album 4. L'album fu pubblicato in due versioni con la deluxe contenente 3 canzoni aggiuntive, 3 remix di Run the World (Girls) e una versione speciale del video di quest'ultimo. In attesa della pubblicazione dell'album, il 25 maggio 2011 venne pubblicato, come singolo promozionale, il brano 1+1. Il 1º giugno 2011, il secondo singolo Best Thing I Never Had, cominciò a circolare in radio. Durante la cerimonia dei Billboard Awards 2011, tenutasi a Las Vegas, Beyoncé si esibì per la prima volta con il singolo Run the World (Girls) dal vivo, ricevendo anche il "Millennium Award" per il suo contributo alla musica e all'industria discografica durante i suoi 15 anni di carriera.

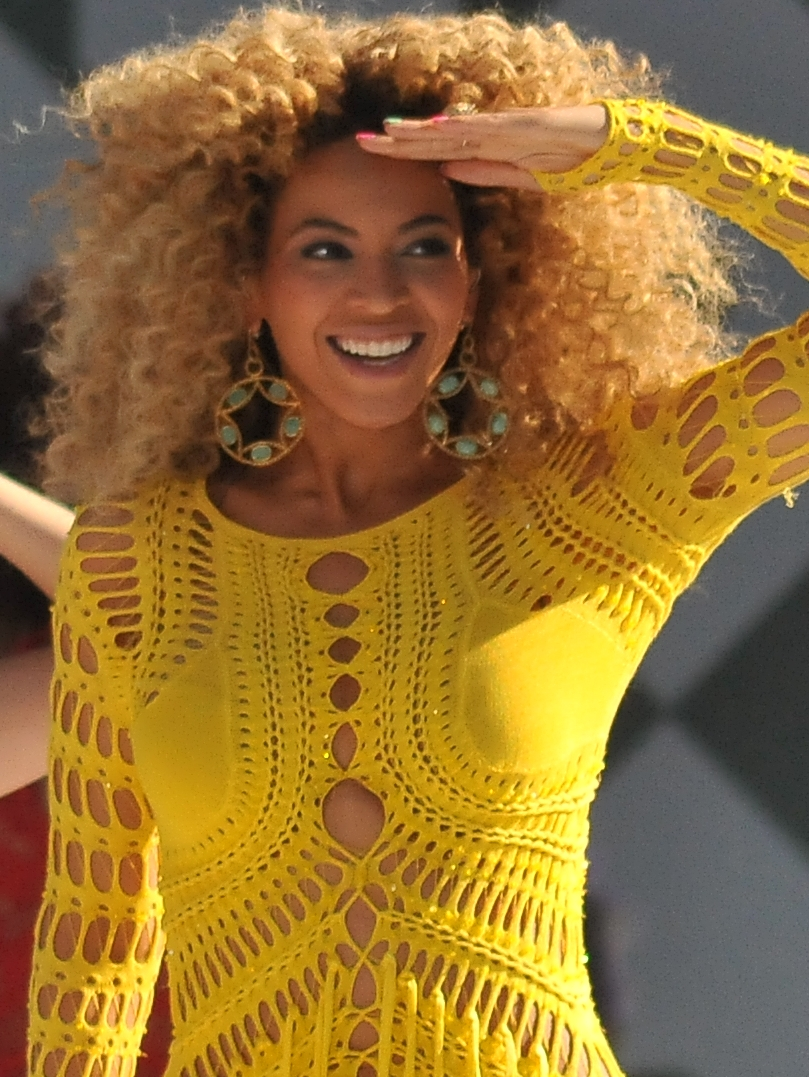
Beyonce si esibisce con Run the world (Girls) durante Good Morning America

Con la pubblicazione del nuovo album, avvenuta il 24 giugno 2011, Beyoncé cominciò la promozione della sua 4 Era con varie apparizioni in programmi televisivi, partecipazioni a vari festival, tra cui il Glastonbury Festival in Inghilterra, il "T in the Park" in Scozia e l'Oxegen Festival in Irlanda e un documentario trasmesso da MTV in cui la cantante mostra le fasi di creazione del nuovo album, Beyoncé: Year of 4. In occasione della Festa dell'Indipendenza degli Stati Uniti, cantò in uno dei miniconcerti organizzati a New York, dove si esibì proprio prima dei trenta minuti di fuochi d'artificio con i brani God Bless the USA e Best Thing I Never Had.
Nel mese di agosto Beyoncé diede vita a un mini-tour, 4 Intimate Nights with Beyoncé, 4 concerti al Roseland Ballroom, New York, il 14, 16, 18, 19 agosto. Subito dopo l'apertura delle vendite, i biglietti per la prima serata terminarono in 22 secondi. Il 19 agosto, alla fine dell'ultimo show, Beyoncé anticipò che da quelle serate sarebbe nato un nuovo album live, 4 Live at Roseland, uscito il 21 novembre, esclusivamente per Walmart.
Il 24 agosto 2011, ci fu la première del singolo promozionale 1+1 sul canale televisivo E! News. Il 30 agosto fu inviata alle radio Party (con André 3000) identificata poi come quarto singolo estratto. Ad affiancare il brano fu il terzo singolo Countdown, pubblicato il 4 ottobre 2011, di cui è stato girato il video il 6 ottobre. Il 28 agosto Beyoncé tornò sul palco degli MTV Video Music Awards dove vinse nella categoria "Best Choreography" con Run the World (Girls) e dove si esibì con Love on Top, di cui uscì anche un video. Pochi giorni dopo, il 20 settembre, il brano esordì alla posizione 20 della Billboard Hot 100, divenendo il suo secondo miglior esordio, dopo Ring the Alarm nel 2006.
Il 29 novembre uscì la deluxe edition Live at Roseland: Elements of 4, con 2 DVD contenenti il concerto, un documentario, 20 pagine di booklet e una Video Anthology con 7 video estratti da 4 (quelli già pubblicati più un video di Dance for You, brano della deluxe edition di 4). Nel frattempo l'album cominciò a raccogliere molte candidature: dai Grammy Awards (Best Rap/Sung Collaboration con "Party") ai Centri Soul Train Awards 2011 agli NRJ Music Awards 2012. Il 4 dicembre 2011 sulla tv britannica ITV andò in onda lo speciale A Night with Beyoncé, durante il quale la cantante si esibì con vecchi e nuovi successi e dove rispose ad alcune domande poste dai fan.
Il 12 gennaio 2012 Beyoncé ha ricevuto una candidatura come Best International Female Solo Artist per i BRIT Awards, mentre il 19 gennaio riceve altre 4 candidature agli NAACP Image Awards.
Beyoncé fece la sua prima esibizione post-parto durante il weekend del Memorial Day, per la presentazione del nuovo "Revel Atlantic City" ad Atlantic City, New Jersey, il 25, 26 e 27 maggio. Il 21 marzo venne ufficializzata anche la pubblicazione del nuovo singolo estratto da 4, I Care, scelto per essere inserito nel circuito radiofonico italiano dal 23 marzo 2012.
A pochi giorni dall'elezione di "donna più bella al mondo nel 2012" da parte della rivista People, la cantante venne inserita in altre liste, come la lista stilata da "Vogue UK", de "le 100 donne più ispiratrici", alla posizione 6, l'annuale lista "What is Sexy" di "Victoria's Secret", nella quale appare come la mamma più sexy del 2012 e l'annuale lista di Forbes delle "mamme più potenti al mondo", alla posizione 14.. Il 19 agosto fu pubblicato il video di I Was Here per sostenere la campagna del World Humanitarian Day.
Il 3 febbraio 2013 partecipò poi al Super Bowl.

### 2012-2015: l'album eponimo, la ristampa e l'On the Run Tour

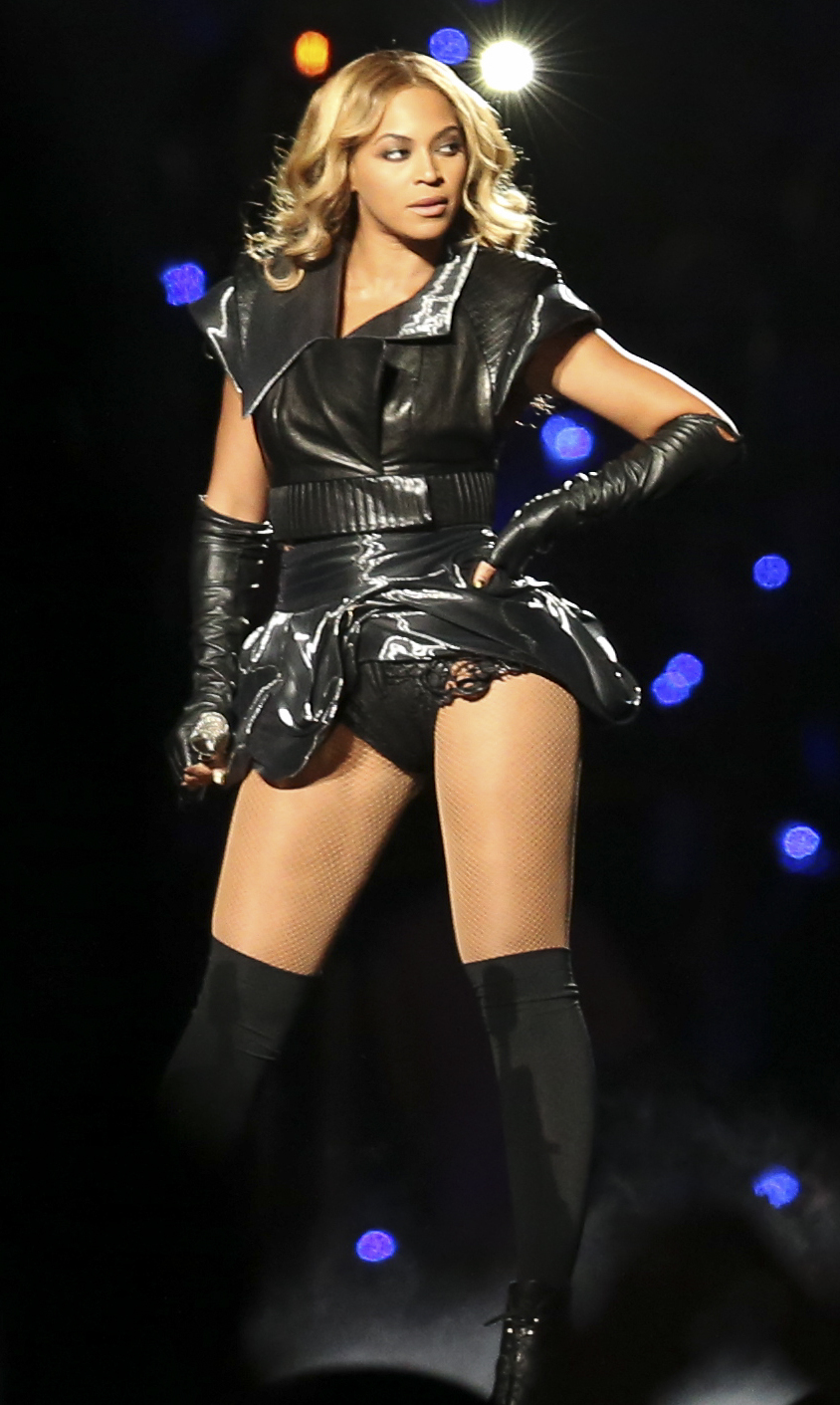
Beyonce durante l'halftime show del Super Bowl XLVII

In occasione dell'intervista concessa a GQ nel febbraio 2013, con l'elezione a donna più sexy del XXI secolo, Beyoncé affermò di aver lavorato con Pharrell, Timbaland, Justin Timberlake e The-Dream, per un nuovo album R&B, con influenze di Prince e rock/soul, come sempre nei lavori della cantante, e D'Angelo; doo-wop anni sessanta, Aretha Franklin e Diana Ross.
Il 21 gennaio Beyoncé cantò The Star-Spangled Banner all'inaugurazione del secondo mandato presidenziale di Barack Obama, insieme ad altre cantanti come Kelly Clarkson e James Taylor. Proprio la sua esibizione raccolse molte critiche per l'uso del pre-rec al posto di un'esibizione dal vivo. Il 31 gennaio 2013, durante la conferenza stampa in occasione del Super Bowl, la cantante si esibì in una nuova versione dal vivo dell'inno americano commentando alla fine l'accaduto:

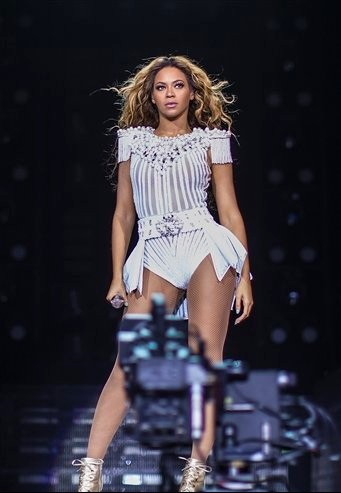
Beyoncé durante il The Mrs. Carter Show World Tour in Belgio

Il 3 febbraio, subito dopo l'esibizione della cantante al Super Bowl XLVII che vide anche la riunione delle Destiny's Child, fu annunciato il The Mrs. Carter Show World Tour patito dall'Europa il 15 aprile 2013 per venti fermate in altrettante città europee tra cui Dublino, Berlino, Parigi, Londra e Milano per poi proseguire in Nord America, Sud America e Oceania.
Il 10 febbraio 2013 agli annuali Grammy Awards, Beyoncé vinse il 17º Grammy della sua carriera, per Love on Top come "Best Traditional R&B Performance", e fu ospite da Oprah's Next Chapter il 16 febbraio, la stessa sera in cui fu trasmesso il documentario sulla sua vita Life Is But A Dream.
Il 22 febbraio fu reso noto che l'artista ha firmato un contratto anche con la Warner/Chappell Music, azienda leader nel settore dell'editoria musicale, e il 14 marzo ha deciso di aderire, insieme con la madre Tina Knowles, alla campagna di Breath of Life, organizzazione no-profit di Houston fondata da Rudy e Juanita Rasmus, chiamata Miss a Meal (rinuncia a un pasto), per raccogliere fondi da donare a tutti gli americani che soffrono la fame per povertà.
Nel mese di marzo 2013, la rivista Rolling Stone modificò la lista dei 100 artisti immortali stilata nel 2004-2005 (The Rolling Stone Immortals), aggiungendo anche la cantante.
Il 17 marzo 2013 la cantante pubblicò tramite il suo sito un brano chiamato Bow Down / I Been On. Il primo spezzone del brano, "Bow Down" è stato prodotto da Hit-Boy, mentre il secondo da Timbaland, Polow da Don, Sonny Digital e Planet VI. Il 4 aprile invece, il giorno del suo anniversario con Jay-Z, la Pepsi pubblicò un video promozionale per un nuovo brano, Grown Woman, estratto dal nuovo album, entrato in rotazione radiofonica l'8 aprile successivo. Il 6 maggio 2013 la cantante prese parte al Costume Institute Gala, in qualità di presidente dell'evento.
Nello stesso mese registrò Rise Up, colonna sonora del film Epic. Il 6 luglio 2013 entra in rotazione radiofonica il terzo singolo, Standing on the Sun.
Nella notte tra il 12 e il 13 dicembre uscì su iTunes il nuovo visual-album: Beyoncé, contenente 32 tracce, di cui 14 brani inediti e 18 video, più il rispettivo digital booklet. Dall'album vengono estratti come primi singoli XO e Drunk in Love (quest'ultimo in collaborazione con Jay-Z). Drunk in Love raggiunse la seconda posizione della Billboard divenendo il singolo più famoso dell'album. Il secondo singolo fu Partition, il cui video venne stato pubblicato su VEVO il 25 febbraio 2014, che ottenne un discreto successo vendendo più di un milione di copie in America.
L'11 dicembre 2013, qualche giorno prima della pubblicazione a sorpresa del nuovo visual-album BEYONCÉ, la cantante annunciò anche la seconda leg europea del suo The Mrs. Carter Show World Tour, partito da Glasgow il 20 febbraio 2014. ll 26 gennaio si esibisce per la prima volta con una canzone dal nuovo disco, Drunk in Love, ai Grammy Awards.
Il 25 febbraio entra in rotazione radiofonica il nuovo pezzo Partition tratto dal quinto album in studio. Sempre nel corso dello stesso 25 febbraio, i singoli Crazy in Love e Drunk in Love vengono certificati Vevo. Il 29 marzo finisce il Mrs. Carter Show World Tour, l'ottavo tour femminile con maggiori incassi della storia e il 25 giugno comincia l'On The Run Tour, il primo tour della cantante col marito. Nonostante si tratti solo di leg americane e due concerti a Parigi, il tour si rivela un successone.
Il 25 agosto 2014 si tengono gli MTV Video Music Awards, dove oltre a vincere tre premi, viene onorata con il "Michael Jackson Video Vanguard Award, un premio consegnato soltanto a grandi nomi della musica.
Il 24 novembre 2014 esce la riedizione di Beyoncé, con due nuove tracce e quattro remix. I due singoli annunciati sono 7/11 e Ring Off.
L'8 febbraio 2015 si esibisce durante i Grammy Awards con il brano Take My Hand, Precious Lord. Nello stesso mese i singoli Crazy in Love e Haunted entrano a far parte della colonna sonora del film Cinquanta sfumature di grigio, entrambi remixati per la pellicola.

### 2016-2017:Lemonadee ilFormation World Tour

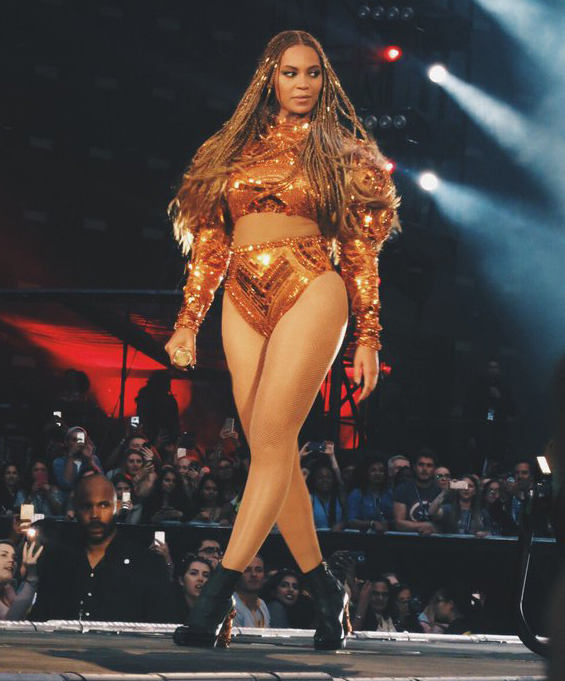
Beyoncé il 3 luglio 2016 durante il The Formation World Tour a Londra

Il 6 febbraio 2016, la cantante pubblica su Tidal il suo nuovo singolo, Formation, scritto e prodotto in collaborazione con Mike Will Made It e Swaee Lee. Il giorno dopo, l'artista si esibisce durante l'Halftime Shw della 50ª edizione del Super Bowl al fianco di Bruno Mars e del gruppo musicale rock Coldplay, con i quali aveva preso parte anche al video musicale del singolo Hymn for the Weekend. La coreografia del brano Formation con il quale la cantante si esibì, richiamava fortemente la rivoluzione afroamericana mossa dalle Black Panther. Subito dopo l'evento, Beyoncé annuncia l'inizio della sua nuova serie di concerti, il The Formation World Tour, che avrà inizio da Miami il 27 aprile.
Il 16 aprile 2016 viene annunciata l'uscita di un mini-film intitolato Lemonade, girato a New Orleans e della durata di 60 minuti. Il cortometraggio serve a lanciare l'uscita del sesto album in studio dell'artista, intitolato Lemonade, composto da 12 brani inediti. Il disco vede Beyoncé addentrarsi in un territorio lontano dal suo stile tradizionale, spaziando dall'R&B fino al pop, e all'hip hop, trap, blues, rock e alla musica country, con varie collaborazioni. L'album riesce in sole 48 ore a scalare le classifiche iTunes di oltre 50 paesi del mondo, mentre Formation, trainato dal successo dell'album, diventa la canzone più ascoltata sulla classifica mondiale di Spotify.
Lemonade esordisce in prima posizione della Billboard Albums Chart con 653.000 copie vendute nella prima settimana, diventando il sesto album di fila della cantante ad esordire in vetta alla classifica degli Stati Uniti d'America. Nel contempo, tutte le tracce contenute nel disco entrano all'interno della Billboard Hot 100, rendendo Beyoncé l'artista donna con il maggior numero di brani nella Billboard Hot 100 nello stesso momento. Il 3 e il 27 maggio dall'album vengono estratti come i singoli Sorry e Hold Up (certificati platino dalla RIIA) entrambi accompagnati dai relativi videoclip pubblicati sul canale Vevo della cantante, entrambi facenti parte del cortometraggio messo in onda da HBO.
Il 26 giugno Beyoncé si esibisce all'apertura dei BET Awards 2016 duettando con il rapper Kendrick Lamar il brano Freedom, uscendo vittoriosa con cinque delle sei candidature ricevute, tra cui Best Female R&B/Pop Artist e Video of the Year con Formation, diventando l'artista più premiata della serata e della storia del programma.
Il 28 agosto alla 33ª edizione degli MTV Video Music Awards Beyoncé, oltre ad esibirsi con un medley tratto dal nuovo album, riceve 11 candidature vincendo in 8 categorie, tra cui Video of the Year con Formation,  Best Female Video con Hold Up.
Nel dicembre 2016 viene candidata ai Grammy Awards 2017 in 9 categorie, vincendo due premi tra cui Video dell'anno con Formation e Best Urban Album.
In seguito alla serata dei Grammy Awards 2017 esce un nuovo singolo di DJ Khaled intitolato Shining in collaborazione della cantante e di suo marito Jay-Z. Collabora inoltre con Eminem nel singolo Walk on Water, anticipatore del nuovo Lp del rapper americano, nonché con Ed Sheeran nella nuova versione del suo singolo Perfect, intitolata Perfect Duet ed ottiene un grande successo soprattutto nella Billboard Hot 100.

### 2018-2021:Everything Is Love,Homecoming,Il re Leonee la candidatura all'Oscar

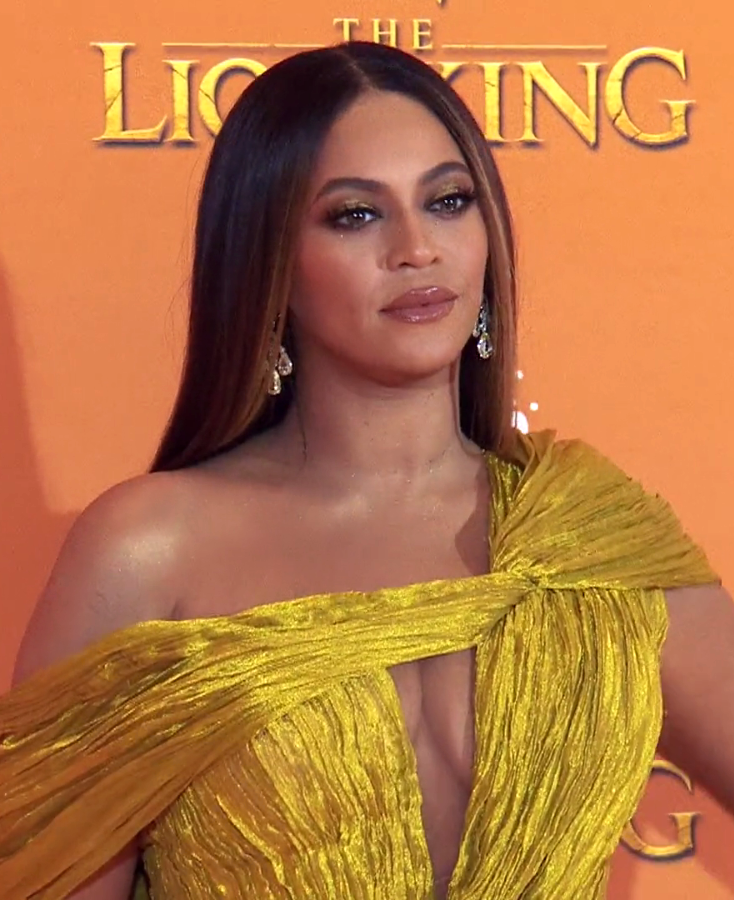
Beyoncé alla premiere de Il re leone nel 2019

Il 14 aprile 2018 si è esibita come artista principale nel primo dei due weekend del Coachella Festival; la performance è diventata la più seguita dello show di sempre tanto da essere subito definita «storica» e l'intero evento venne ribattezzato come Beychella in suo onore. Il 17 aprile 2019, in occasione dell'uscita del suo documentario originale Netflix dal titolo Homecoming, pubblica un nuovo album live dell'esibizione al Coachella contenente nell'edizione estesa due tracce inedite.
Nel giugno 2018 parte da Cardiff il secondo tour in collaborazione con il marito Jay-Z, l'On the Run II Tour. Dieci giorni dopo, durante la loro esibizione a Londra, la coppia ha svelato Everything Is Love, il loro nuovo album in studio, accreditato con il nome di The Carters. La coppia ha anche pubblicato il video per il singolo apri-pista dell'album, Apeshit, sul canale YouTube di Beyoncé.
La cantante ha partecipato al film di animazione Il re leone distribuito nel luglio 2019, dove ha prestato la voce al personaggio di Nala ed è presente vocalmente nella colonna sonora del film. Ha pubblicato anche la traccia originale Spirit, come singolo apripista di The Lion King: The Gift, un album prodotto e curato da Beyoncé stessa, messo in commercio in concomitanza con l'uscita americana della pellicola.
Il 29 aprile 2020 partecipa al remix del brano Savage della rapper Megan Thee Stallion, grazie al quale ottiene la sua settima numero uno nella Billboard Hot 100. Il 19 giugno 2020, in occasione del Juneteenth (festa della fine della schiavitù in America), pubblica un nuovo singolo per beneficenza intitolato Black Parade. A luglio 2020, un anno dopo la pubblicazione di The Lion King: The Gift, viene distribuito sulla piattaforma Disney+ l'album visivo e lungometraggio Black Is King, prodotto e interpretato dalla cantante.
A novembre 2021 viene distribuito il singolo Be Alive, parte della colonna sonora del film Una famiglia vincente - King Richard interpretato da Will Smith. Il brano viene candidato ai Premi Oscar 2022 nella categoria di migliore canzone, prima candidatura per la cantante in questa sezione.

### 2022-presente:RenaissanceeCowboy Carter

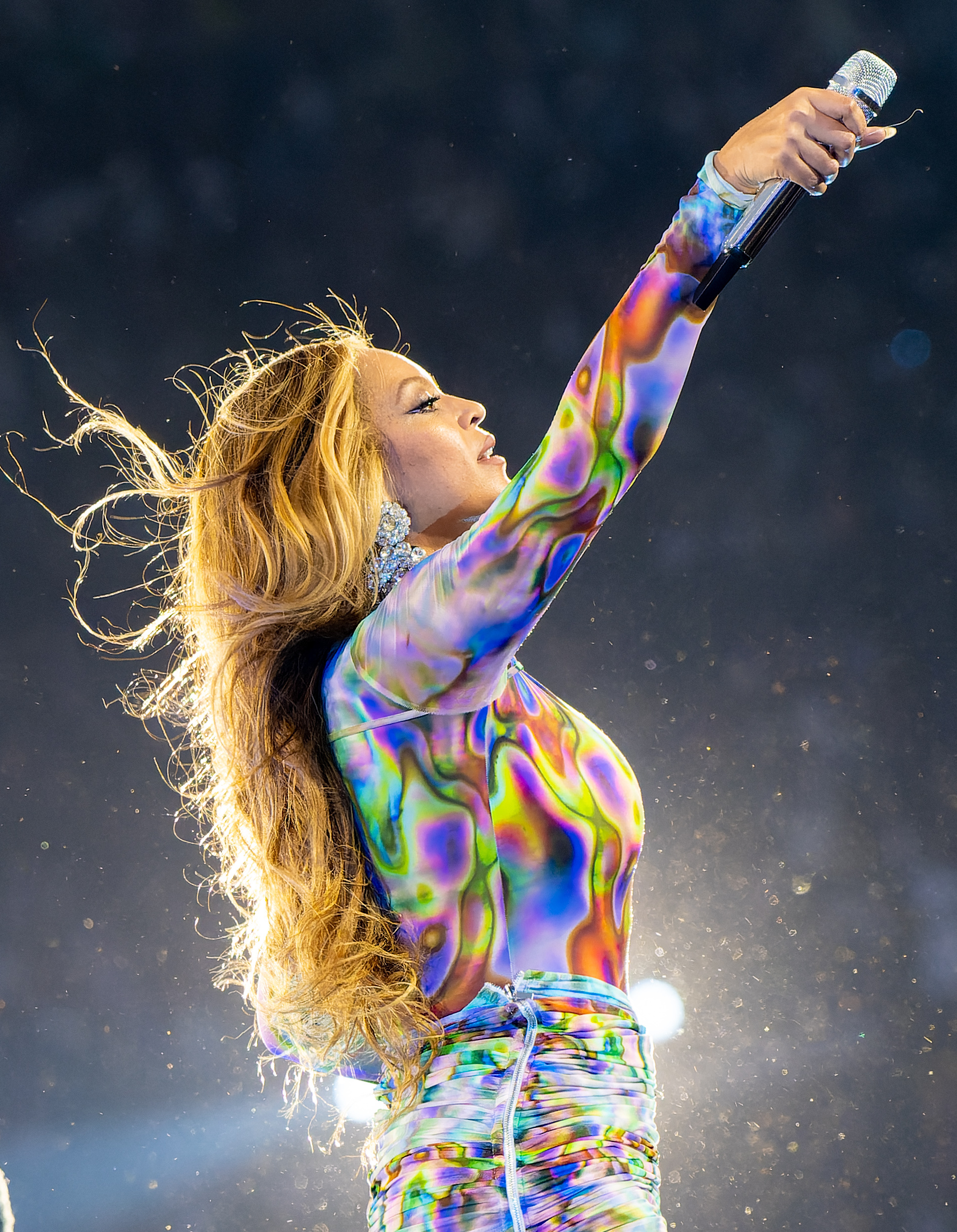
Beyoncé durante il Renaissance World Tour nel 2023

Il 20 giugno 2022 Beyoncé pubblica il singolo Break My Soul, successivamente promosso da un remix in collaborazione della cantante Madonna. Il singolo precede il settimo album in studio della cantante, Renaissance, che diviene il settimo numero uno nella Billboard 200 statunitense per la cantante. Il 4 ottobre seguente viene estratto come secondo singolo per le radio Cuff It. Universalmente acclamati dalla critica, Renaissance, Break My Soul, Cuff It e la traccia Plastic off the Sofa vengono premiati con un Grammy Award ciascuno nel 2023, vittorie che le permettono di diventare l'interprete più premiata della storia della manifestazione quella stessa sera.
Il 21 gennaio 2023 Beyoncé si è esibita a Dubai in uno spettacolo privato, in occasione dell'inaugurazione dell'Atlantis Royal Hotel. La performance, che è stato il suo primo concerto a distanza di quattro anni, è stata presentata a un pubblico ristretto di influencer e giornalisti a cui è stato severamente vietato registrare l'evento in quanto esclusivo. Pochi giorni dopo annuncia le date delle tappe in Europa e Nord America del suo Renaissance World Tour, il cui svolgimento è avvenuto esclusivamente negli stadi come successe già per il precedente Formation World Tour (2016).
Alla fine dell'ultima data del Renaissance World Tour a Kansas City, tenutosi il 1º ottobre, la cantante ha annunciato l'uscita del film/documentario Renaissance: a film by Beyoncé. Il lungometraggio, distribuito nelle sale dal primo dicembre 2023, racconta attraverso video del tour il processo di creazione dell'ultimo album. Il 1º dicembre, lo stesso giorno dell'uscita del film, viene pubblicato a sorpresa l'inedito My House.
L'11 febbraio 2024, durante il Super Bowl, la cantante annuncia, tramite uno spot pubblicitario, l'uscita di nuova musica, consistente nei singoli Texas Hold 'Em e 16 Carriages. Contemporaneamente pubblica sui suoi propri social network un video rivelando l'uscita di un Act II, ottavo album in studio dal genere prevalentemente country, che continua la trilogia iniziata con Renaissance, con data di pubblicazione fissata al 29 marzo 2024. Il 12 marzo viene ufficializzato Cowboy Carter come titolo del disco. Trainato dal successo di Texas Hold 'Em, Cowboy Carter ha registrato diversi primati in termini di riproduzioni streaming e ha esordito al primo posto di diciassette mercati internazionali. 
Il 22 luglio 2024 Kamala Harris ha utilizzato Freedom per accompagnare l'entrata durante la sua prima visita ufficiale al quartier generale dei democratici; la star ha dato il consenso alla vicepresidente Usa, per il libero utilizzo durante la sua campagna per le elezioni presidenziali..
A febbraio 2025 trionfa per la prima volta ai Grammy Awards nella categoria di album dell'anno per Cowboy Carter. Il giorno dopo annuncia le prime tappe del Cowboy Carter Tour.

## Stile musicale

### Musica e voce

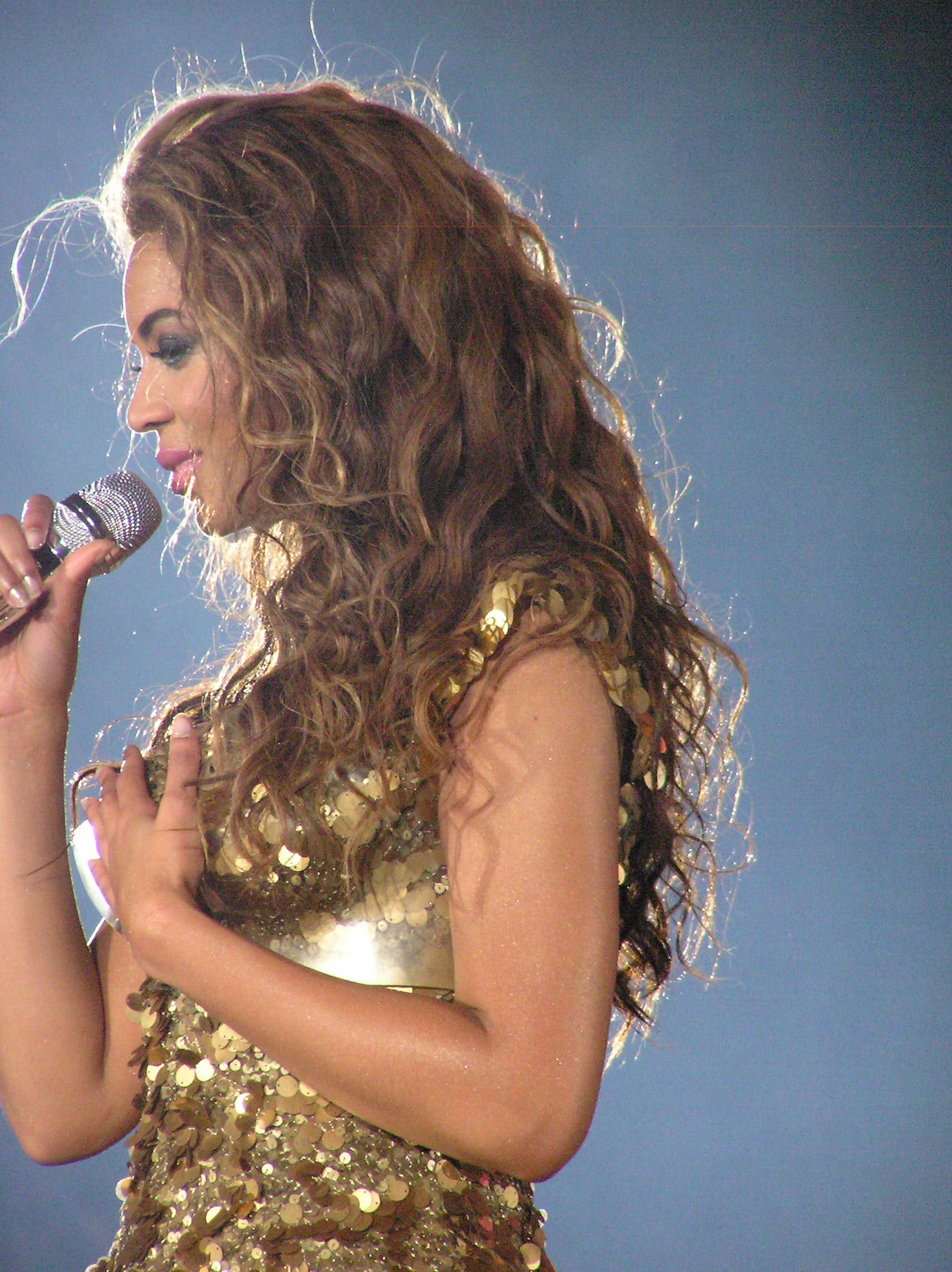
Beyoncé in tour a Newcastle nel 2009

Vocalmente Beyoncé è identificabile come un mezzosoprano drammatico di coloratura, con un'estensione vocale di quattro ottave, dal Fa2 al Fa6. Beyoncé è sempre stata identificata come la componente principale delle Destiny's Child. Jon Pareles del The New York Times, scrisse che la sua voce definiva il gruppo, mentre James Anthony del The Guardian, descrisse la sua voce come definita e veloce, altri critici lodano la sua estensione vocale e la sua forza. In un articolo per il suo secondo album B'Day, Jody Rosen dell'Entertainment Weekly scrisse: "Beyoncé Knowles è una tempesta travestita da cantante. Nel suo secondo album solista B'Day, le canzoni sono come un'enorme raffica di ritmo ed emozioni. Si dovrebbe cercare in lungo e in largo, forse nell'ingresso del Metropolitan Opera, per trovare un cantante che canta con una tale forza... Nessuno - Non R.Kelly e nemmeno Usher, per non parlare delle dive pop sue rivali - può uguagliare il genio di Beyoncé nel trascinare le sue linee vocali contro il picchiettio hip-hop." Il magazine Cove ha posto Beyoncé al settimo posto nella sua classifica delle 100 Outstanding Pop Vocalists ("100 Notevoli Cantanti Pop"), dandole un punteggio pari a 48 su 50 in base a criteri quali la capacità vocale, l'estensione e l'armonia.
Beyoncé segue principalmente lo stile del contemporary R&B, ma molte volte nei suoi lavori vi sono anche il pop, il funk, l'hip-hop e il soul, senza contare diverse sperimentazioni nei generi rock, gospel, arabic, broadway e dance. Oltre a canzoni in inglese, Beyoncé ha registrato anche qualche canzone in spagnolo, come Oye (Listen) e Irreemplazable (Irreplaceable), ricevendo buoni responsi tra i suoi fan latinoamericani.

### Influenze
Beyoncé più volte ha citato cantanti che l'hanno influenzata nel suo stile. È cresciuta ascoltando Anita Baker e Luther Vandross, con il quale ha anche duettato, ma ha spesso citato Michael Jackson, come la ragione per la quale fa musica. Quando prendeva lezioni di canto, si esibì anche nei brani jazz di Rachelle Ferrell.
Beyoncé cita spesso, come influenze alla sua musica, artisti contemporanei statunitensi come Tina Turner, Prince, Aretha Franklin, Whitney Houston, Janet Jackson, Selena, Mary J. Blige, Aaliyah, Diana Ross, Donna Summer, Mariah Carey e la cantante colombiana Shakira. Una delle sue cantanti preferite è l'artista inglese Sade.
Beyoncé con il passare del tempo è diventata anche fonte d'ispirazione per molti altri artisti: Rihanna, Alexandra Burke, Leona Lewis, Adele, e Nicki Minaj. Trey Songz, Keri Hilson e Jazmine Sullivan e in generale la maggior parte delle cantanti pop che seguirono a lei nel corso degli anni hanno spesso affermato d'essere grandi fan di Beyoncé. Kelly Rowland, cugina della stessa artista, in un'intervista per MTV News, affermò di essersi ispirata alla collega Beyoncé per la creazione del suo secondo studio album Ms. Kelly.

## Vita privata
Dal 2008 è sposata con il rapper Jay-Z, con cui era fidanzata dal 2002. I due, che hanno spesso collaborato artisticamente, hanno tre figli: Blue Ivy (nata nel 2012) e i gemelli Rumi e Sir Carter (nati nel 2017).
Secondo il musicologo Norman Lebrecht, Beyoncé è legata da una lontana parentela al compositore Gustav Mahler. 
Insieme al marito, ama collezionare opere d'arte. 

## Filantropia e attivismo
Beyoncé ha preso parte a numerose iniziative benefiche. La cantante è sempre stata attiva nella beneficenza e ha sostenuto tematiche sociali come la situazione degli afroamericani in America e la povertà. Insieme al marito Jay Z, attraverso la sua fondazione BeyGood, nel 2020 ha donato oltre 500 000 dollari per le persone a rischio di sfratto a causa dell'allora incipiente pandemia di COVID-19. Nel 2020 si è schierata a favore del movimento Black Lives Matter rivendicando la necessità di maggior tutela per gli afroamericani, alla luce degli sconvolgimenti provocati dalla morte di George Floyd. La cantante si è espressa sull'argomento più volte durante interventi motivazionali e discorsi formali. Beyoncè è sempre stata sensibile anche a tematiche come il sessismo, diritti della comunità LGBTQ+, la povertà e la condizione femminile, sebbene sia stata più volte attaccata dai gruppi femministi per il suo utilizzo del corpo.

## Altre attività

### Abbigliamento

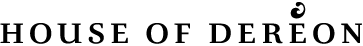
Logo della House of Deréon

La House of Deréon, linea d'abbigliamento per donne, venne creata da Beyoncé e sua madre, Tina Knowles, nel 2005. Lo stile della linea viene dalle 3 generazione della loro famiglia: il nome Deréon, infatti, è un tributo alla nonna di Beyoncé, Agnèz Deréon, che lavorava come cucitrice. Lanciata nel 2006, la House of Deréon ha fatto la sua prima comparsa durante le esibizioni delle Destiny's Child ed il loro tour Destiny's Fulfilled. I negozi della linea Knowles, che si trovano negli Stati Uniti e in Canada, propongono principalmente abbigliamenti sportivi e soprabiti, in tessuto lungo con pellicce, ma anche accessori, come borse e scarpe. Nel 2004, Tina Knowles e figlia decisero, inoltre, di fondare la loro compagnia di famiglia, la Beyond Productions che dà la licenza e la marca alla linea House of Deréon.
L'organizzazione no-profit per i diritti degli animali People for the Ethical Treatment of Animals (PETA), ha criticato lungamente la cantante a causa dell'uso delle pellicce. L'organizzazione le ha spedito lettere e si è anche confrontata con lei per la causa, ma Beyoncé ancora deve rispondere a tutto questo.
Nel 2016 Beyoncé lancia una propria linea di abbigliamento sportivo, Ivy Park, la quale stabilisce un rapporto di collaborazione con il noto brand Adidas.

### Profumi
Nel febbraio 2010 Beyoncé mise in commercio il suo primo profumo da donna, Heat, in collaborazione con Claude Dir e Olivier Gillotin, della società cosmetica svizzera Givaudan. Per la promozione della fragranza, registrò una reinterpretazione del brano Fever; la pubblicità fu proibita dalla programmazione televisiva nel Regno Unito perché ritenuta "troppo provocante sessualmente". Nel settembre dello stesso anno, mise in commercio una versione riveduta e corretta di Heat, Heat Ultimate Elixir e nel febbraio 2011, uscì il suo secondo profumo, Heat Rush. Il 16 giugno 2011, tramite la sua pagina di Facebook, Beyoncé annunciò che a settembre sarebbe uscita la sua nuova fragranza Pulse.
- 2010 - Heat
- 2011 - Heat Rush
- 2011 - Pulse
- 2012 - Pulse Summer Edition
- 2012 - Midnight Heat
- 2013 - Pulse NYC
- 2013 - Heat: The Mrs. Carter Show World Tour
- 2014 - Heat Wild Orchid

Il 24 ottobre 2023 annuncia l'uscita del suo nuovo profumo CÉ NOIR.

### Pubblicità
Nel 2002 Beyoncé firmò un contratto con la società Pepsi per apparire in due spot televisivi, in radio, in internet e sui prodotti promozionali della società. Nel 2004, il primo spot televisivo vide Beyoncé affiancare Britney Spears, Pink e Enrique Iglesias in un'ambientazione romana e l'anno seguente, con Jennifer Lopez e David Beckham, in uno spot chiamato "Samurai". Lavora con la società L'Oréal da quando aveva 18 anni. Nel 2004 lanciò la fragranza True Star in collaborazione con Tommy Hilfiger: per la promozione Beyoncé registrò una reinterpretazione di Wishing on a Star, con la quale guadagnò $ 250.000. L'anno seguente lanciò il suo secondo profumo con Hilfiger, True Star Gold. Nel 2007 fece un'apparizione nella pubblicità del profumo Emporio Armani Diamonds, fragranza di Emporio Armani, nella quale intonò la nota canzone di Marilyn Monroe, comparsa anche sul film Moulin Rouge!, Diamonds Are a Girl's Best Friend.
Dal 2022 è testimonial di Tiffany & Co., infatti appare come protagonista in diverse pubblicità, alcune delle quali insieme al marito Jay-Z. Per la stessa campagna, tra i vestiti indossati vi è un abito del brand Act Nº1.

## Discografia

### Da solista
- 2003 – Dangerously in Love
- 2006 – B'Day
- 2008 – I Am... Sasha Fierce
- 2011 – 4
- 2013 – Beyoncé
- 2016 – Lemonade
- 2022 – Renaissance
- 2024 – Cowboy Carter

### Destiny's Child
- 1998 – Destiny's Child
- 1999 – The Writing's on the Wall
- 2001 – Survivor
- 2001 – 8 Days of Christmas
- 2004 – Destiny Fulfilled

### The Carters
- 2018 – Everything Is Love

## Tournée

### Artista principale
- 2003 – Dangerously in Love Tour
- 2007 – The Beyoncé Experience
- 2009/10 – I Am... Tour
- 2013/14 – The Mrs. Carter Show World Tour
- 2016 – The Formation World Tour
- 2023 – Renaissance World Tour
- 2025 – Cowboy Carter Tour

### In collaborazione
- 2004 — Verizon Ladies First Tour (con Missy Elliott e Alicia Keys)
- 2014 – On the Run Tour (con Jay-Z)[259]
- 2018 – On the Run II Tour (con Jay-Z)[260]

### Residency show
- 2009 – I Am... Yours
- 2011 – 4 Intimate Nights with Beyoncé
- 2012 – Revel Presents: Beyoncé Live

## Filmografia

### Attrice

#### Cinema
- Beverly Hood, regia di Tyler Maddox (1999)
- Austin Powers in Goldmember, regia di Jay Roach (2002)
- The Fighting Temptations, regia di Jonathan Lynn (2003)
- La pantera rosa (The Pink Panther), regia di Shawn Levy (2006)
- Dreamgirls, regia di Bill Condon (2006)
- Cadillac Records, regia di Darnell Martin (2008)
- Obsessed, regia di Steve Shill (2009)
- Homecoming (Homecoming: A Film by Beyoncé), regia di Beyoncé (2019) – film documentario
- Black Is King, regia di Beyoncé (2020)
- Renaissance: a film by Beyoncé, regia di Beyoncé (2023) – film documentario

#### Televisione
- Un genio in famiglia (Smart Guy) – serie TV, episodio 3x10 (1998)
- Pacific Blue – serie TV, episodio 5x11 (1999)
- Il famoso Jett Jackson (The Famous Jett Jackson) – serie TV, episodio 3x16 (2000)
- Carmen: A Hip Hopera – film TV, regia di Robert Townsend (2001)

### Doppiatrice
- Wow! Wow! Wubbzy!: Wubb Idol – serie animata, 4 episodi (2009)
- Epic - Il mondo segreto (Epic), regia di Carlos Saldanha (2013)
- Il re leone (The Lion King), regia di Jon Favreau (2019)
- Mufasa - Il re leone (Mufasa: The Lion King), regia di Barry Jenkins (2024)

### Regista
- Beyoncé: Life Is But a Dream (2013)
- Lemonade on HBO (2016)
- Homecoming (2019)
- Black Is King (2020)
- Renaissance: a film by Beyoncé (2023)

## Programmi televisivi
- The Wayne Brady Show (2003)[261]
- All of Us (2005)[262]
- Britain's Next Top Model (stagione 6) (2010)[263]
- American Idol (stagione 10) (2011)
- The X Factor (Australia) (stagione 3) (2011)
- A Night with Beyoncé (2011)

## Doppiatrici italiane
Nelle versioni in italiano delle opere in cui ha recitato, Beyoncé è stata doppiata da:
- Domitilla D'Amico in Dreamgirls, Obsessed, Life is But a Dream
- Francesca Fiorentini in The Fighting Temptations
- Laura Lenghi ne La Pantera Rosa
- Eleonora De Angelis in Cadillac Records
- Rossella Acerbo in Austin Powers in Goldmember

Da doppiatrice è sostituita da:
- Elisa ne Il re leone, Mufasa - Il re leone
- Maria Grazia Cucinotta in Epic - Il mondo segreto

## Riconoscimenti

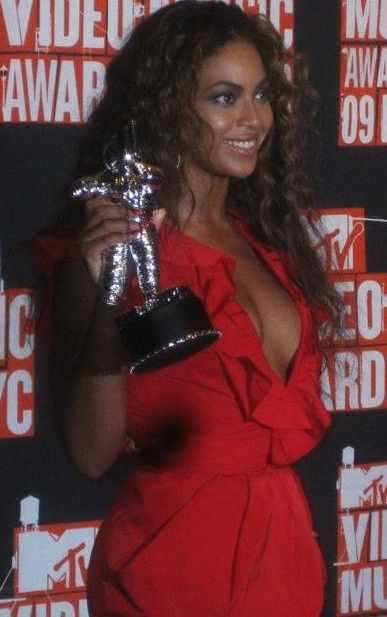
Beyoncé agli MTV Video Music Awards, nel 2009

Durante la sua carriera Beyoncé ha ricevuto numerosi premi per il suo impegno musicale: nel 2007 divenne la prima artista donna a ricevere l'International Artist Award durante gli American Music Award. Nel 2008 durante i World Music Awards vinse il premio per Outstanding Contribution to the Arts, oltre che il Billboard Millennium Awards durante i Billboard Music Awards, come riconoscimento alla sua carriera e per la sua influenza nel mondo della musica. In tutta la sua carriera è riuscita a vincere ben 32 Grammy Awards (28 da solista, 3 con le Destiny's Child ed uno con il marito Jay-Z nel loro album congiunto, pubblicato con lo pseudonimo di The Carters: Everything Is Love), diventando l'artista più premiata nella storia della manifestazione. In particolare, l'album I Am... Sasha Fierce le ha fruttato ben 6 Grammy Awards vinti in una sola serata.
Nel dicembre 2009 la rivista Billboard affermò che Beyoncé è stata l'artista femminile con più successo del decennio 2000-2010. Sempre secondo la stessa rivista, Beyoncé è la 15ª artista nella lista dei migliori artisti R&B/hip-hop degli ultimi 25 anni (1985-2010). Il network statunitense BET ha riconosciuto Beyoncé la seconda artista più influente del decennio 2000-2010. Il suo album di debutto Dangerously in Love, è stato inserito al 183º posto della lista dei 200 album impressi nella storia della musica dal Rock and Roll Hall of Fame.